# YeoMen
YeoMen ist eine deutsche A-cappella-Band aus Berlin.

## Geschichte
Die Band wurde Ende der 1990er-Jahre ursprünglich als Schulband der Sophienschule Hannover gegründet und nannte sich zuerst Vocapella. Die fünf Bandmitglieder Absalom Reichardt, Tobias Lindh, Marek Strupp, Jonas Harder und Sebastian Leppert widmen sich vor allem modernen Stilrichtungen wie Pop, Rock, Hip-Hop oder Techno. Durch den Einsatz von Effektgeräten werden E-Gitarren, Schlagzeug und Bässe mit der Stimme erzeugt. 2003 interpretierten sie vor der Echo-Verleihung gemeinsam mit Herbert Grönemeyer  das Lied Mensch in einer A-cappella-Version, 2005 traten sie sechs Wochen bei der Weihnachtsrevue des Friedrichstadt-Palastes auf. 2006 spielten sie auf der Berliner Fanmeile während der Fußball-Weltmeisterschaft, 2007 waren sie Vorgruppe der Berliner Rockband Die Ärzte bei deren Tournee Es wird eng. Die fünf Musiker touren durch ganz Deutschland, seit 2006 auch in Frankreich, Russland und Spanien. 2008 kam die Ukraine dazu und 2009 Italien und Tunesien. Ab 2010 war die Band fünfmal Gastkünstler auf den Schiffen der AIDA Cruises.
Seit 2016 nennt die Band ihren Musikstil "Extrem-Acappella" und gewannen einige Preise, so auch den 1. Jurypreis des Vocalcontests "vokal.total" 2018 in Graz.

## Diskografie
- 2006: Chilli Bo
- 2011: Hauptsache anders!
- 2016: Oben (EP)

## Auszeichnungen
- Gewinn des Stuttgarter Vorentscheides des Förderpreises „Jugend Kulturell“ 2007
- Gewinn des Jurypreises beim Solala A-cappella-Wettbewerb (2015)
- 2. Platz beim Emergenza-Finale der Region Ost 2016
- 3. Platz Jurypreis, 2. Platz Publikumspreis beim Vocal Champs A-cappella-Contest in Sendenhorst (2017)
- 1. Platz Jurypreis bei der vokal.total - International A Cappella Competition in Graz (2018)[1]

## Sonstiges
Auf dem OFFPOPMusicDay 2006 in Berlin stellte YeoMen einen Weltrekord im „A-cappella-Techno-Nonstop“ (6 Stunden und 1 Minute) auf.